# Johan Heinrich Neuman
Johan Heinrich Neuman, eigenlijk Johann Heinrich Neuman, ook Johan Hendrik Neuman Gzn, (Keulen, 7 januari 1819 – Den Haag, 14 april 1898) was een Nederlands schilder en lithograaf.

## Leven en werk
Neuman werd geboren in Keulen als zoon van de uit Schoonhoven afkomstige koopman Gerrit Neuman (1785-1859) en Henriette Cornelia Nahuijs (1795-1844). Hij trouwde in 1850 met Aletta Catharina Petronella Elisabeth Theunisz. Uit dit huwelijk werd onder anderen de schilderes Clasine Neuman geboren.
Neuman werd opgeleid aan de Koninklijke Academie in Amsterdam en was een leerling van Louis Henri de Fontenay, Jan Adam Kruseman en Nicolaas Pieneman. Hij schilderde genrevoorstellingen en portretten, soms aan de hand van foto's. Zijn portretten waren goed gelijkend en niet altijd even mooi. Hij maakte ook miniaturen op ivoor en litho's.
Neuman werd in 1849 lid van Arti et Amicitiae en exposeerde onder meer bij de tentoonstellingen van Levende Meesters. Hij overleed in 1898, op 79-jarige leeftijd.

## Schilderijen (selectie)

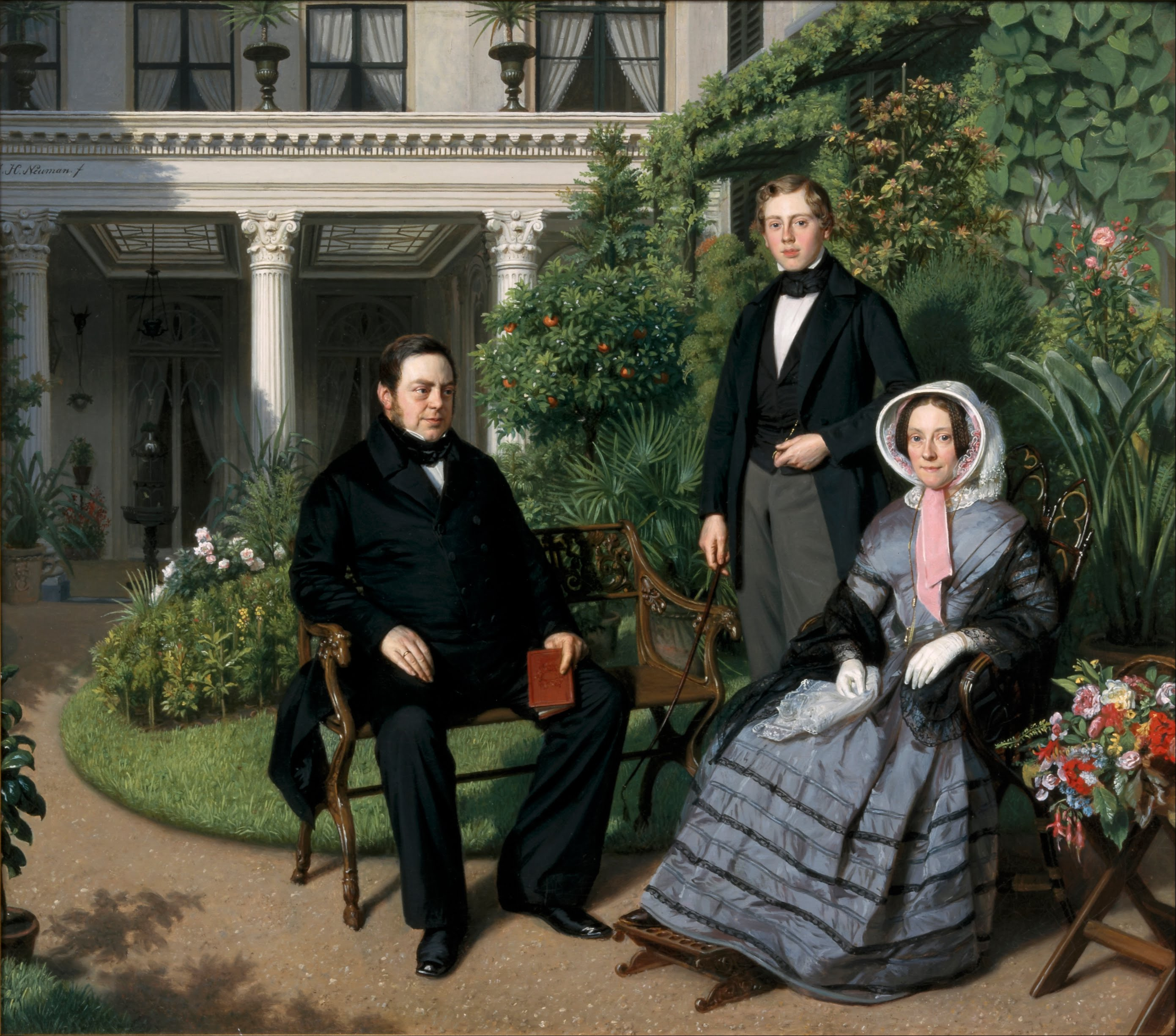
Familie Metelerkamp (1851-1852), Centraal Museum, Utrecht
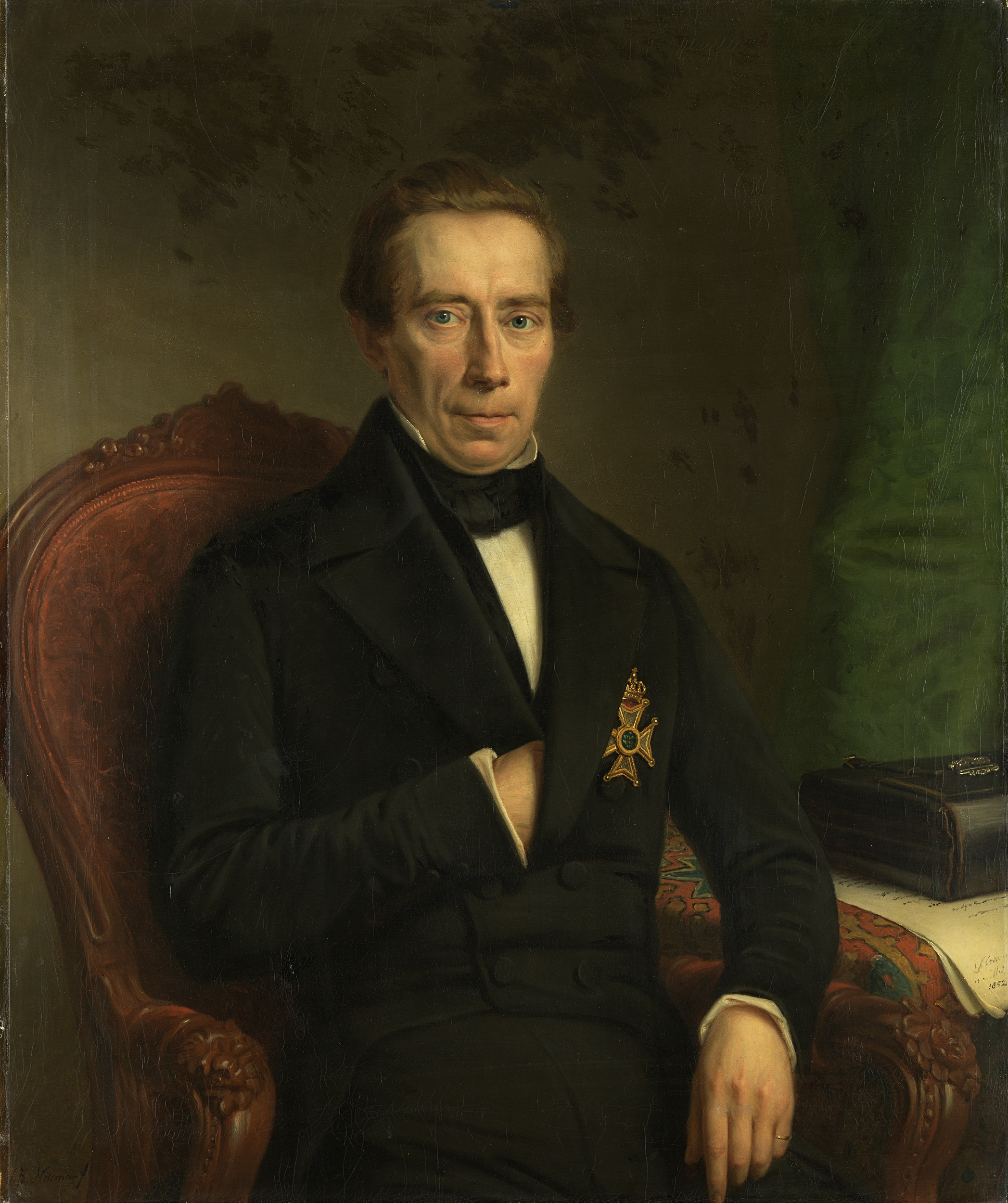
Johan Rudolph Thorbecke (1852), Rijksmuseum Amsterdam
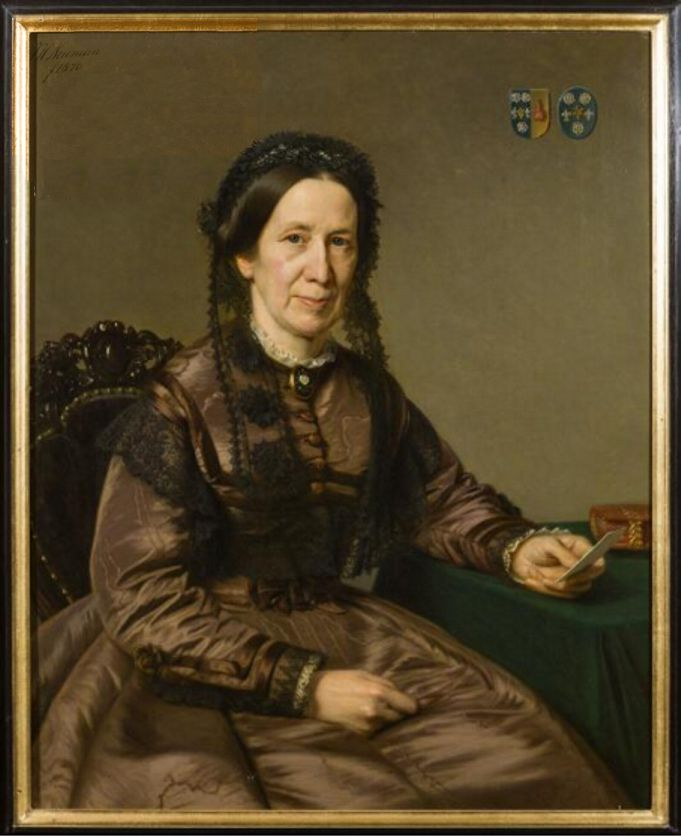
Peggy Bake (1870)
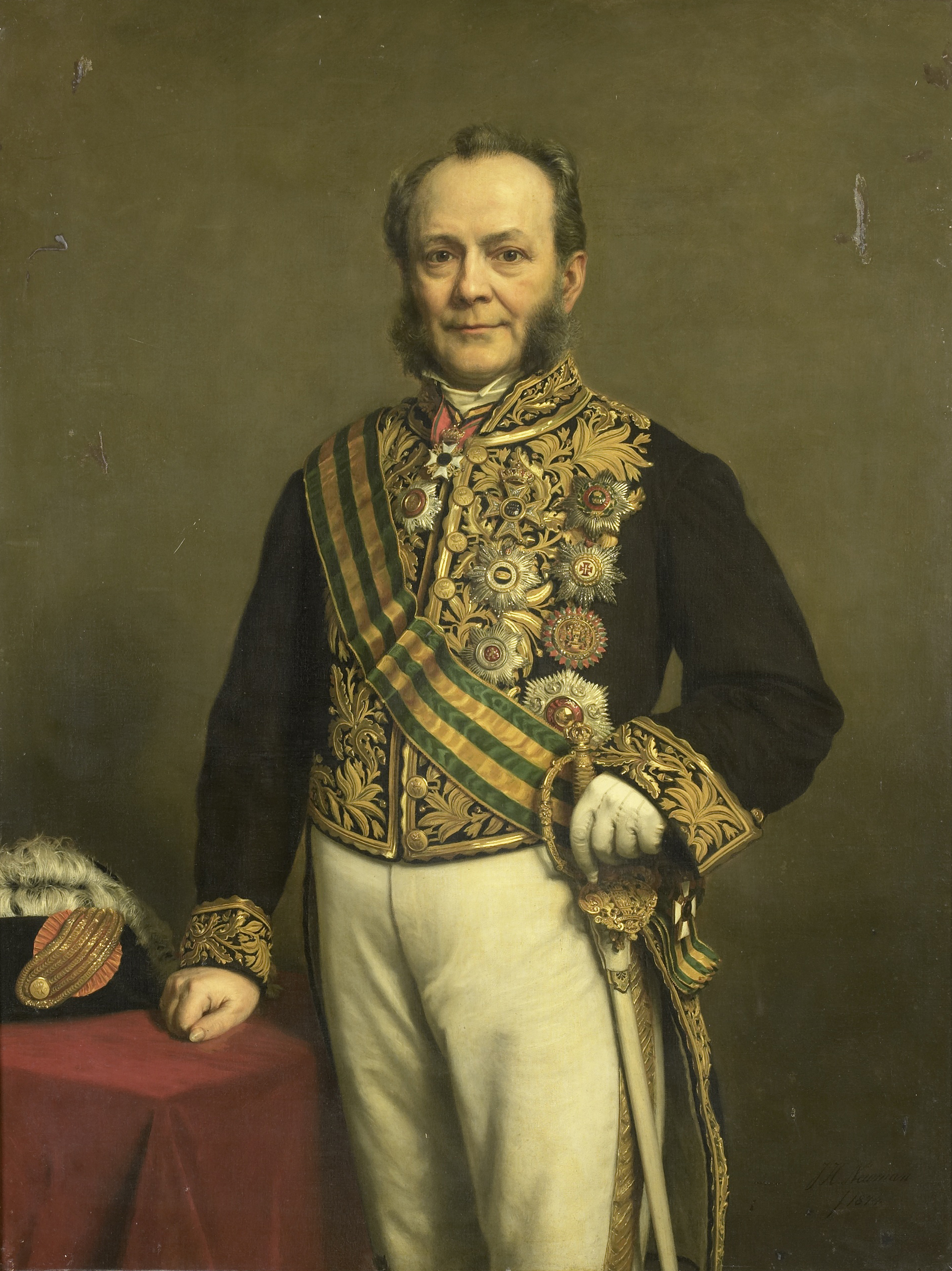
Pieter Mijer (1874), Rijksmuseum Amsterdam
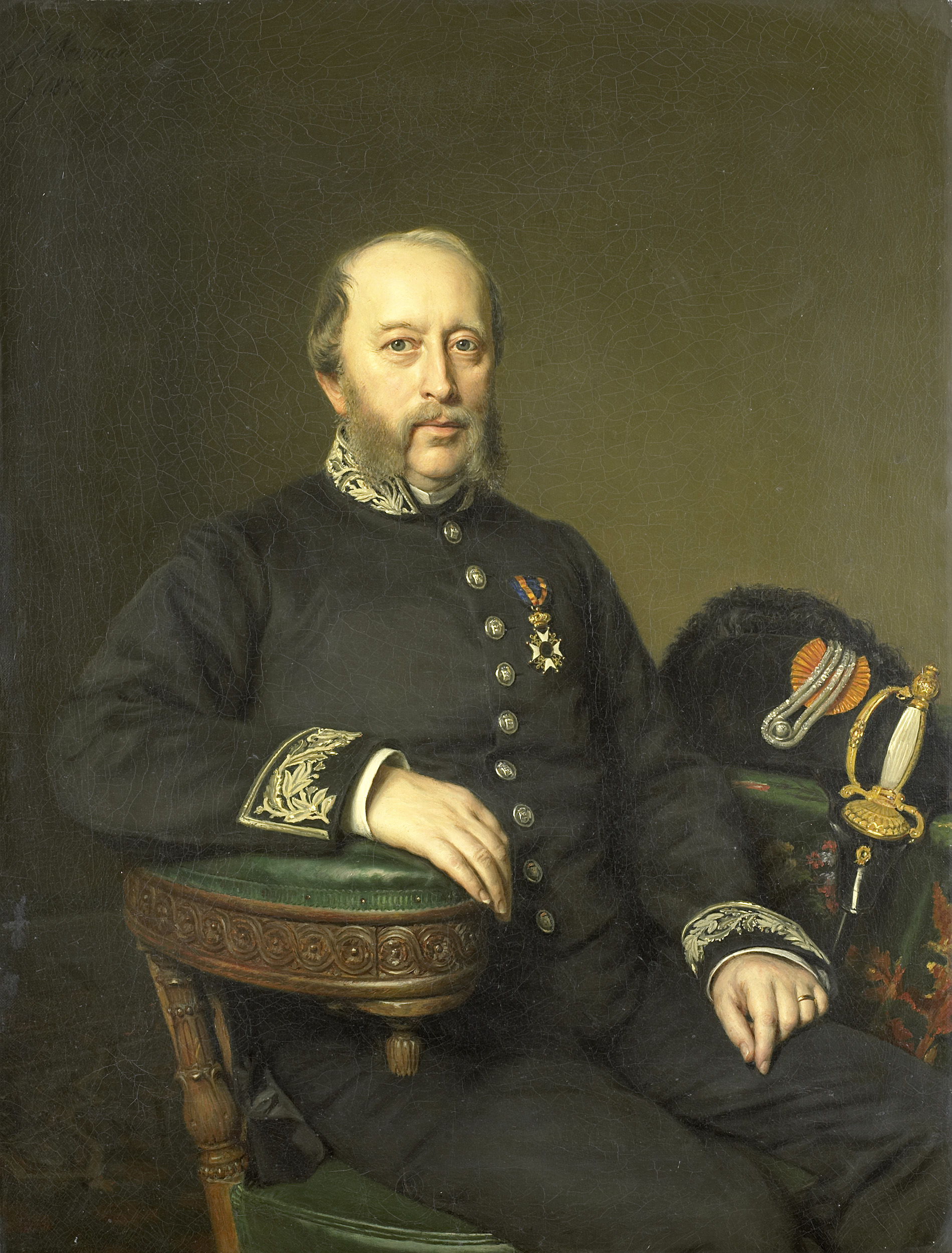
Gerard J. Verloren van Themaat (1874), Rijksmuseum Amsterdam
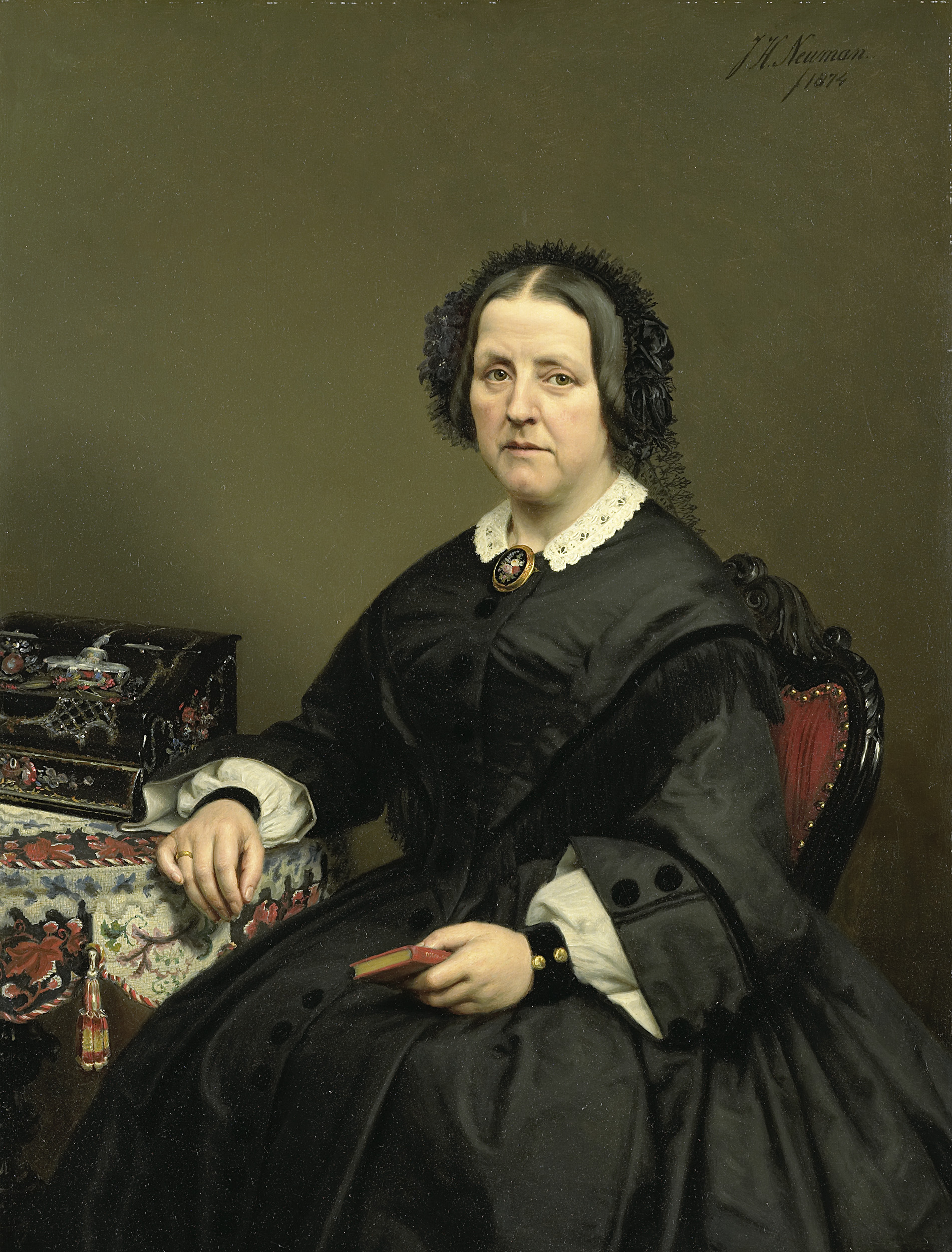
Wilhelmina Margaretha van den Bosch, echtgenote van G.J. Verloren van Themaat (1874), Rijksmuseum Amsterdam
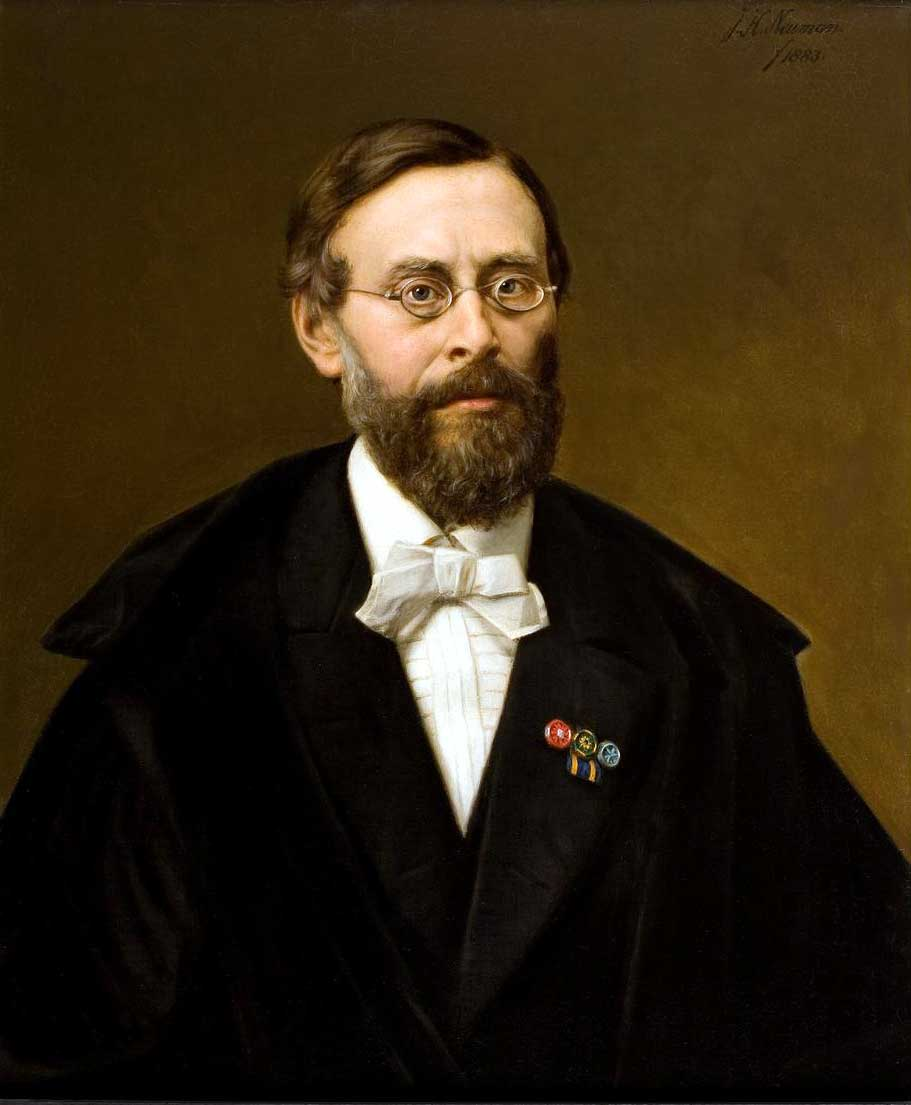
Reinhart Pieter Anne Dozy (1883), Universiteit Leiden

- Biografisch Portaal: 93389140
- International Standard Name Identifier: 0000 0000 7095 3086
- Nederlandse Thesaurus van Auteursnamen: 103881204
- RKD-Nederlands Instituut voor Kunstgeschiedenis: 59215
- Union List of Artist Names: 500074645
- Virtual International Authority File: 96207834
- WorldCat: E39PBJbWvm33PxdGhbJx9bd4v3